# 刘立军
刘立军（1953年5月—），男性，甘肃白银人。中共党员，中华人民共和国政治人物。

## 生平
1976年3月参加工作，1975年7月加入中国共产党。兰州大学历史系历史专业本科毕业，中央党校在职研究生班经济管理专业毕业，中央党校研究生学历。
1973年9月，在兰州大学历史系历史专业学习。1976年3月，任兰州大学政治部人事科干事。1978年3月，分配到甘肃省社会科学院，任干事。1981年3月，调入中共甘肃省委宣传部，历任干部处干事、副处长、处长。1993年7月，任定西地区行署副专员。1999年5月，任中共定西地委副书记、行署专员。2001年6月，任中共平凉地委书记；2002年9月平凉撤地设市后任市委书记。2004年9月，任中共甘肃省委组织部常务副部长。2007年4月，任中共甘肃省委常委、统战部部长（至2011年5月）。2011年1月，任中共甘肃省委秘书长。2012年10月，兼任甘肃省扶贫攻坚行动协调推进领导小组副组长。2012年12月，任甘肃省政协党组副书记。2013年1月，当选为甘肃省十一届政协副主席。2017年1月，不再担任甘肃省政协副主席。
2008年，当选第十一届全国政协委员，代表特别邀请人士，分入第五十八组。